# آيت محمد (آيت حدو فرتماش)
آيت محمد هو دُوَّار يقع بجماعة بني تادجيت، إقليم فكيك، جهة الشرق في المملكة المغربية. ينتمي الدوّار لمشيخة آيت حدو فرتماش التي تضم 7 دواوير. يقدر عدد سكانه بـ 223 نسمة حسب الإحصاء الرسمي للسكان والسكنى لسنة 2004.

## وصلات خارجية
- البوابة الوطنية للجماعات الترابية
- المندوبية السامية للتخطيط